# Charles Fox Burney
Pour les articles homonymes, voir Burney.
Charles Fox Burney, est un théologien et bibliste anglican, né  le 4 novembre 1868 et décédé le 15 avril 1925.

## Éléments  biographiques
Il est ordonné en 1893.
Il a passé sa carrière entière à Oxford en tant que conférencier en hébreu (1893-1897), bibliothécaire d'université (1897-1908) et professeur d’interprétation de l’Écriture sainte (1914-1925).
Il était une autorité remarquable sur les langues sémitiques et un des penseurs les plus originaux parmi des disciples de sa génération.
Burney a souligné l'importance de reconnaître une base araméenne sous-jacente à la langue des Évangiles du Nouveau Testament.

## Éléments biographiques
- Outlines of Old Testament Theology. 1899
- The Book of Judges with Introduction and Notes. London, 1902.
- Notes on the Hebrew Text of the Books of Kings. 1902.
- Notes on the Hebrew text of the Books of kings : with an introduction and appendix. 1903.
- Israel's hope of immortality : four lectures. 1909.
- The gospel in the Old Testament. 1921.
- The Aramaic Origin. of the Fourth Gospel; 1922
- The Poetry of Our Lord: An Examination of the Formal Elements of Hebrew Poetry in the Discourses of Jesus Christ. 1925